# Clan del Dragón
El Clan del Dragón, en el universo ficticio del juego de rol y de cartas coleccionables de la Leyenda de los Cinco Anillos, es un clan de samuráis y monjes tatuados fundado por el Kami Togashi.
Recluido en sus montañas, el Dragón es el más místico de todos los clanes que forman parte del Imperio. Centrados en alcanzar la iluminación por un camino distinto al del resto de órdenes monacales que existen en Rokugan, son muchos los que buscan la sabiduría dentro de este clan, que acoge por igual a samuráis y campesinos, haciéndolo distinto al resto de clanes.
Ya desde sus primeros días en la Tierra, Togashi, el fundador del clan, fue distintos a sus hermanos, pues no formó parte del torneo que organizaron para ver quién debía dirigir a los hombres. Pues él ya sabía quién sería el vencedor de esa contienda. Y es que el kami era capaz de ver el futuro siempre y cuando él no interfiriera.
En el principio de los tiempos Mirumoto, un samurái con un estilo de lucha propio y Agasha, un prometedor shugenja pasaron a servir a Togashi.

## Familias
Hay poco que pueda decirse con certeza del clan Dragón. Fue fundado hace mil años por el kami Togashi, que rehusó luchar con sus hermanos por el derecho a gobernar. Su rechazo fue visto por Hida como un acto de cobardía, pero Hantei era lo suficientemente sabio como para saber que Togashi rehusaba porque ya sabía el resultado del combate: su propia derrota a manos de su hermano. Togashi se retiró a las montañas y construyó un monasterio en el que permaneció durante muchos años. No fue sino hasta que tres samurái (Mirumoto, Kitsuki y Agasha) se unieron a él en su templo cuando se fundó el Clan Dragón. Desde entonces, el resto de lo que se conoce son meras especulaciones.
Se rumorea que hay muchas órdenes secretas en el clan. Una de ellas, los ise zumi, ha obtenido un gran reconocimiento en Rokugan. Su práctica de tatuar sus cuerpos por entero con elaborados diseños, símbolos y dibujos es más conocida que comprendida. Las historias de Ise Zumi saltando sobre caballos, escupiendo fuego o veneno y cambiando de forma son tan prolíficas como entretenidas. Sus shugenja son igualmente misteriosos. Utilizan poderes que ningún otro shugenja puede explicar, aun así, los shugenja de otros clanes con los que hablan afirman que los dragón no conocen los principios básicos de la magia.
El Clan del Dragón también fue el primero en enseñar la "Técnica de las dos espadas". Los bushi Dragón son famosos por su estilo que combina katana y wakhizashi. Aunque los estudiantes de la escuela Kakita pueden burlarse de ello, lo hacen más por mantener el prestigio de su escuela que por una falta de respeto real a esta técnica. De todos los clanes, los samurái del Dragón son vistos como los seguidores más devotos de la religión de Rokugan. Son literalmente "poetas-guerreros", maestros tanto de la espada como de la pluma.
- Togashi: más que una familia son una orden de monjes tatuados que siempre han dirigido al clan. Siempre enigmáticos y distantes, han elegido el camino del primer Dragón y a través de sus tatuajes obtienen poderes que maravillan y hacen desconfiar al resto de rokuganeses. El Día del Trueno se descubrió que el primer Togashi cambiando de nombre había estado siempre en el trono del clan, esperando el momento en el que Fu Leng regresara. Beneficio: +1 a Reflejos.

- Tamori: la familia de shugenjas del clan son la escisión de la familia Agasha. Aunque los Agashas siempre habían servido al Dragón, en la historia reciente se unieron al Clan del Fenix. Agasha Tamori, un poderoso shujenja lideró la oposición a esta decisión, fundándose así la familia con su nombre. Beneficio: +1 a Voluntad.

- Kitsuki: familia de cortesanos y diplomáticos del clan. En el año 820, el estudiante Agasha Kitsuki fue injustamente acusado de asesinato y se le concedieron 24 horas para probar su inocencia. Kitsuki obtuvo pruebas y testimonios que lo exculparon e impresionó tanto al Emperador que se le permitió fundar una familia con su nombre. Son conocidos en el Imperio por sus dotes de investigación y la familia que más conocimiento alberga de los ninjas (que no es mucho). Beneficio: +1 a conciencia.

- Mirumoto: la familia bushi del clan. Peculiares como todos los miembros del clan, se caracterizan por su estilo de lucha usando ambas espadas que forman el daishō (katana y wakizashi). Son considerados tras los Kakita, del Clan de la Grulla, los mejores duelistas del Imperio. Es reseñable el enfrentamiento que siempre han tenido ambas familias, pues sus fundadores tuvieron discrepancias sobre sus estilos de esgrima que quedan patentes en sus libros: Niten de Mirumoto y La Espada de Kakita. Beneficio: +1 a Agilidad.